# ریکاردو فیلیپلی
ریکاردو فیلیپلی (ایتالیایی: Riccardo Filippelli؛ زادهٔ ۴ ژوئیهٔ ۱۹۸۰) تیرانداز اهل ایتالیا است.